# 奈良女子大学附属小学校
奈良女子大学附属小学校（ならじょしだいがくふぞくしょうがっこう, Elementary School Attached to Nara Women's University）は、奈良県奈良市百楽園一丁目にある国立小学校。
奈良女子大学の附属学校だが、男女共学である。

## 概要

### 歴史
前身は1911年（明治44年）に開校した「奈良女子高等師範学校附属小学校」。大正デモクラシーの影響で、2代目指導主事として赴任した木下竹次らが自由で民主主義的な教育を展開した。開校当初から共学である。
2004年（平成16年）に現校名となり、2011年（平成23年）に創立100周年を迎えた。

### 校風
校風は、子どもの自律した学び合いを基とし、「しごと・けいこ・なかよし」を学習の3本柱としている。

### 校歌
行事や式典で歌われるのは学習歌「伸びて行く」と「奈良の子ども」の2曲。校歌として制定された歌は存在しない。
その他にも、行事ごとに「1年生おめでとう」「運動会のうた」「音楽会のうた」「卒業生を送るうた」などがある。

### 学級数
各学年2学級、計12学級。「月組」と「星組」という学級名となっている。また、生徒数は410名となっている。

## 沿革
- 1911年（明治44年）3月29日 - 奈良女子高等師範学校に附属小学校が設置される。仮校舎で入学式を挙行。奈良市からの寄付で坊屋敷町新校舎に移転。
- 1912年（明治45年）- 分団的教授を実施。
- 1914年（大正13年）- ヘレン・パーカーストが来校。
- 1916年（大正15年）-　附属実科高等女学校を設置。（後に附属高等女学校と統合される）貞明皇后（大正天皇の皇后）が来校。
- 1927年（昭和2年）- ウィリアム・ヒアド・キルパトリックが来校。
- 1931年（昭和6年）- ウォッシュバーン[1]が来校。
- 1937年（昭和12年）- ヘレン・ケラーが来校。
- 1941年（昭和16年）4月1日 - 国民学校令に伴い、「奈良女子高等師範学校附属国民学校」となる。
- 1947年（昭和22年）4月1日 - 学制改革に伴い、「奈良女子高等師範学校附属小学校」となる。
- 1949年（昭和24年）- 奈良女子大学が設置され、奈良女子高等師範がその中に包括される。「奈良女子大学高等師範学校附属小学校」と校名を変更。新1年生に抽選制を実施。
- 1952年（昭和27年）4月1日 - 奈良高等師範学校が廃止され、「奈良女子大学文学部附属小学校」として発足。
- 1955年（昭和30年）- デューイ夫人が来校。
- 1965年（昭和40年）- 新校舎が完成し、移転。
- 2004年（平成16年）4月1日　- 国立大学法人となり、「奈良女子大学附属小学校」（現校名）に改組（校名から「文学部」を除く）。

## 学校行事
前期、後期の2学期制をとっている。

### 前期
- 4月 - 入学式、春の遠足、小運動会
- 6月 - プール開き
- 7月 - 臨海合宿
- 9月 - プール納めの会

### 後期
- 10月 - 秋の遠足、大運動会
- 11月 - 写生会、芸術鑑賞会
- 12月 - 音楽会、歩走練習
- 3月 - 卒業式、スキー合宿

## 同窓会
- 学習歌のタイトルにちなみ、「伸びて行く会」と称している。

## 出身者
- 水谷川忠俊 - 作曲家、学習院初等科から転入
- 八嶋智人 - 俳優